# Kasey Keller
Pour les articles homonymes, voir Keller.
Kasey Keller, né le 29 novembre 1969 à Olympia dans l'État de Washington, est un joueur international américain de soccer évoluant au poste de gardien de but. Il compte 102 sélections en équipe nationale.

## Biographie
Keller a évolué à l'université de Portland (Oregon) et fit sa première apparition avec l'équipe nationale le 4 février 1990 contre la Colombie.
Il a participé à quatre phases finales de Coupes du monde (1990, 1998, 2002 et 2006).
Keller a joué pour des clubs en Angleterre, en Espagne et en Allemagne.
Kasey Keller est consultant sur ESPN depuis février 2012.

## Carrière
- jan. 1989-fév. 1992 : Portland Timbers ( États-Unis)
- fév. 1992-1996 : Millwall ( Angleterre)
- 1996-1999 : Leicester City ( Angleterre) : 125 matches
- 1999-2001 : Rayo Vallecano ( Espagne) : 52 matches
- 2001-jan. 2005 : Tottenham Hotspur ( Angleterre) : 100 matches
- nov. 2004-déc. 2004 : Southampton ( Angleterre) (prêt) : 4 matches
- jan. 2005-2007 : Borussia Mönchengladbach ( Allemagne) : 81 matches
- 2007-2008 : Fulham ( Angleterre) : 14 matches
- 2008-2011 : Seattle Sounders FC ( États-Unis) : 74 matches[3]

## Palmarès
- Vainqueur de la Gold Cup : 2002 et 2005 (États-Unis).
- Finaliste de la Gold Cup : 1998 (États-Unis).
- U.S. Soccer Athlete of the Year - 1997, 1999, 2005
- League Cup avec Leicester City - 1997
- Gardien de l'année de MLS : 2011